# Cuerpo de Ingenieros Industriales del Estado

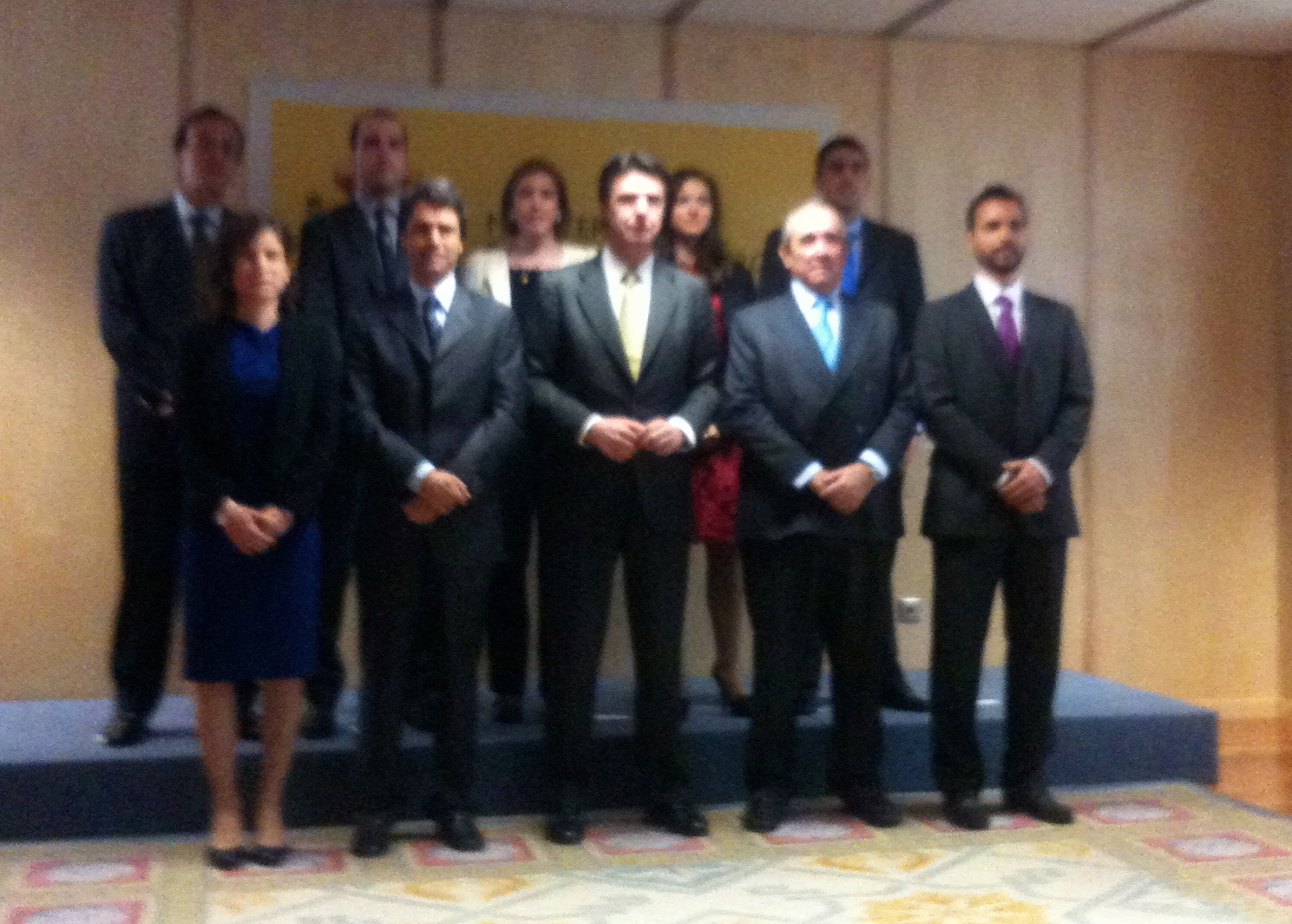
El Ministro de Industria, Energía y Turismo recibe a la promoción de 2011 de Ingenieros Industriales del Estado

El Cuerpo de Ingenieros Industriales del Estado es un cuerpo de élite de funcionarios públicos de la Administración Pública española especializado en la elaboración y ejecución de la política económico-industrial del Gobierno. Este cuerpo fue creado en 1911 integrándose en él todos los ingenieros industriales que ya formaban parte del Estado y convocándose a posteriori las primeras oposiciones.
En la actualidad se encuentra adscrito al Ministerio de Industria de España y su escalafón está integrado por alrededor de 200 miembros. En el año 2011 se convocaron 7 plazas de ingreso al cuerpo según consta en la oferta de empleo público para 2011. En los años posteriores, se convocaron 8 plazas en 2014, 30 en 2015, 44 en 2016, 39 en 2017, 35 en 2018 y 40 en 2019.

## Origen histórico
El 23 de marzo de 1911, con el ministro Rafael Gasset Chinchilla, se crea por Real Decreto el Cuerpo Nacional de Ingenieros Industriales con la función de ejercer la profesión de Ingeniero Industrial al servicio del Estado. Tras su formación, varios reales decretos definieron las funciones del cuerpo, en 1919, 1923, 1924 y 1928, momento en el que se formalizó finalmente el cuerpo, por integración de diversos servicios oficiales desempeñados por ingenieros industriales y quedó adscrito al Ministerio de Agricultura, Industria y Comercio.
La consolidación final del Cuerpo de Ingenieros Industriales se materializó a través del reglamento orgánico firmado por Luis Nicolau d'Olwer y el presidente del Gobierno Manuel Azaña, el 17 de noviembre de 1931.
El artículo 5 de este reglamento añade nuevas tareas (adicionales a las ya reguladas en 1911) al cuerpo:
- Enseñanza e investigación industrial.
- Política industrial.
- Propiedad industrial.
- Seguridad e higiene.
- Régimen de transacciones y servicios.

La primera oposición fue convocada por Orden Ministerial de 31 de octubre de 1932 entrando a formar parte del cuerpo un total de 74 ingenieros industriales.
En 1934, el Consejo de Industria referencia al Cuerpo de Ingenieros Industriales del Estado:

"La orientación de la política industrial en España es una de las funciones más importantes que el Reglamento Orgánico vigente atribuye al Cuerpo de Ingenieros Industriales al servicio del Ministerio de Industria y Comercio; el desarrollo de est función exige un conocimiento exacto y detallado de cada industria de las que con ella tengan relación y de todo lo referente a primeras materias, transportes, consumo, factor humano, etc." (Memoria del Consejo de Industria, 1934)

En 1951, con la separación de estos sectores, pasó a depender únicamente del Ministerio de Industria.
Uno de los miembros más destacados del cuerpo en las siguientes dos décadas sería el catedrático en economía Fermín de la Sierra, ampliamente reconocido por sus aportaciones a la teoría microeconómica. Ingresó en el Ministerio de Industria en 1947, tras completar su formación en la Universidad de Chicago, con Milton Friedman y Frank Hyneman Knight, representantes de la denominada Escuela de Economía de Chicago y posteriormente en la Universidad de Columbia con Walter Rautenstrauch. Tras su reingreso en el Ministerio de Industria, se dedicó a labores de racionalización y crecimiento empresarial. Posteriormente ocuparía los cargos de secretario general técnico en 1962 y de director general de Industrias de la Construcción. Junto a Juan Antonio Suances (fundador del Instituto Nacional de Industria), impulsó la creación de la Escuela de Organización Industrial (EOI), donde hoy se otorga un galardón con su nombre. Este galardón fue otorgado en 2006 a la ministra Cristina Garmendia.
No se tienen datos precisos del número de Ingenieros Industriales en la década de los 60, pero datos de la Revista Española de Opinión Pública del Centro de Investigaciones Sociológicas revelan que en 1966 se encontraban en servicio al menos 359 ingenieros en el Ministerio de Industria.

## Los Ingenieros Industriales en la Administración actual
La labor de los ingenieros industriales de la Administración General del Estado en la actualidad es muy variada. Principalmente se encuentran asignados a los ministerios competentes en materia de industria y energía, sin embargo, es frecuente encontrar miembros del cuerpo en otros ministerios, en temas relacionados con el medio ambiente, comercio, telecomunicaciones, defensa, etc., en las áreas funcionales de industria que se encuentran en las distintas provincias y en la administración exterior.
El perfil típico de los nuevos ingresados se corresponde con el de un profesional joven, con experiencia previa en el sector privado y en diferentes campos (energía, industria, TIC, consultoría, construcción, docencia, etc.), con alta cualificación, en muchos casos con titulaciones complementarias de máster, doctorado o una segunda titulación universitaria, y con dominio de uno o más idiomas extranjeros. Se ha producido, por tanto, una significativa renovación del Cuerpo durante la última década, combinándose la juventud y el potencial de los nuevos ingenieros con la experiencia y conocimientos de aquellos que llevan tiempo gestionando políticas públicas.

## Miembros destacados del Cuerpo de Ingenieros Industriales del Estado
- Humberto Arnés Corellano; director general de Farmaindustria, la Asociación Nacional Empresarial de la Industria Farmacéutica. Anteriormente ocupó los cargos de director general del Centro para el Desarrollo Tecnológico Industrial y la Dirección del Instituto de Fomento Regional de Asturias.
- Rafael Durban Romero; director de relaciones institucionales de la Comisión Nacional de la Energía hasta 2011, secretario ejecutivo de la Asociación Iberoamericana de Entidades Reguladoras de la Energía.
- María Teresa Estevan Volea; expresidente del Consejo de Seguridad Nuclear, expresidente de la Comisión Nacional de la Energía, exdiputado del Parlamento Europeo y exdiputado del Congreso de los Diputados por Madrid entre 1987 y 1993.
- María Teresa Baquedano Martín; consejera de la Comisión Nacional de Energía (España).
- Sebastiá Ruscalleda i Gallart; consejero de la Comisión Nacional de la Energía hasta 2011.
- Fernando Sánchez-Junco Mans; Presidente y director general de la Corporación MAXAM. Consejero de Ferrovial. Ocupó la Dirección General de Industrias Siderometalúrgicas y la Dirección General de Industria en la II Legislatura de España siendo uno de los responsables de la reconversión industrial que permitió a España la entrada en la Unión Europea.
- Fidel Pérez Montes; director general del  Instituto para la Diversificación y Ahorro de la Energía.
- Alejandro Suárez Fernández-Pello; ocupó la Dirección General de Industria y la Subsecretaría General de Industria. Fue diputado entre 1951 y 1962.[10]
- Cristina Sanz Mendiola; directora general de Personas y Organización y Miembro del Comité de Dirección en Repsol YPF. En el Ministerio de Industria fue responsable de relaciones internacionales industriales y de planificación energética.